# Atlantic Express
Atlantic Express è un catamarano di proprietà della compagnia argentina Colonia Express.

## Storia e caratteristiche
Costruito nei cantieri australiani Incat nel 1991, il catamarano è  lungo 77 metri e largo 26. Può trasportare 450 passeggeri e 85 auto al seguito a una velocità che sfiora i 40 nodi.
La nave ha operato per diverse società di navigazione del Nord Europa, come la Hoverspeed, la Sea Containers, Color Line e Silja Line, e principalmente ha servito rotte come Calais - Dover o la Liverpool - Belfast.
Di proprietà della SNAV dal 2004 al 2011, essa è stata impiegato nei mesi estivi sulla rotta adriatica tra Pescara - Spalato - Lesina, Nel periodo 2004 - 2006 il catamarano ha cambiato nome in Zara Jet per tornare nuovamente con il nome Pescara Jet dal 2007. Nel 2011 è stato venduto alla società Golden Blaze Cruises prendendo il nome di Golden Blaze.
Nel 2015 è stato venduto alla compagnia argentina Colonia Express che l'ha ribattezzato Atlantic Express.

## Navi gemelle
- Emeraude France
- Patricia Oliva
- Sea Runner
- Snaefell
- Al Huda I
- Ocean Flower
- Condor 10
- Atlantic III